# Dasylophia rufitincta
Dasylophia rufitincta är en fjärilsart som beskrevs av Dyar 1913. Dasylophia rufitincta ingår i släktet Dasylophia och familjen tandspinnare. Inga underarter finns listade i Catalogue of Life.